# Воронцов, Николай Николаевич (зоолог)
Никола́й Никола́евич Воронцо́в (1 января 1934, Москва — 3 марта 2000, там же) — советский и российский учёный-зоолог, эколог и генетик, доктор биологических наук, профессор, государственный деятель; член Королевской шведской Академии наук, почётный иностранный член Американской пкадемии искусств и наук и член Академии наук Литвы; народный депутат СССР (1989), депутат Верховного Совета РСФСР (1990—1993), депутат Государственной думы России (1993—1995), председатель Госкомприроды СССР (1989—1990), первый (и единственный) министр природопользования и охраны окружающей среды СССР.

## Биография
Сын крупного партийного деятеля и строителя Н. Н. Воронцова. Воспитанием его занималась мать Елизавета Борисовна Вертмиллер. До 1941 года снимался в кино. Снялся в фильмах "Весёлые артисты" (короткометражный) (1938) — Боб; "В кукольной стране" (анимационный) (1941) — Серёжа (нет в титрах), под именем Коля Вертмиллер.

### Образование
Окончил среднюю школу экстерном в 1950, по специальному разрешению Министерства образования в возрасте 16 лет поступил в Московский государственный университет (МГУ). Окончил биологический факультет МГУ (1955; с отличием) по кафедре зоологии позвоночных, аспирантуру Ленинградского зоологического института АН СССР. Кандидат биологических наук (1963; тема диссертации: «Пути пищевой специализации и эволюции пищеварительной системы у некоторых, преимущественно мышеобразных грызунов»). Доктор биологических наук (1967; тема диссертации: «Эволюция низших хомякообразных (Cricetidae)»). Профессор (1972).

### Научно-педагогическая деятельность
Область научных интересов: систематика млекопитающих, генетические методы в систематике, кариосистематика, зоогеография, эволюционная морфология, теория эволюции, история науки. Основной вклад в науку: открытие хромосомного видообразования, применение в систематике млекопитающих хромосомного, генетического и некоторых молекулярно-биологических методов, открытие неравномерности темпов эволюции органов одной системы и формулировка принципа компенсации функций.
Вице-президент (и один из создателей) Российской академии естественных наук (с 1991 года), вице-президент Всесоюзного териологического общества, председатель секции зоологии Московского общества испытателей природы, лауреат Государственной премии СССР в области науки и техники (1990), премии Бруно Х. Шуберта (Германия) за выдающиеся достижения в области охраны окружающей среды (1989), многих почётных медалей и дипломов, член Шведской королевской академии наук, почётный иностранный член Американской академии искусств и наук.
Работал младшим научным сотрудником Ленинградского зоологического института АН СССР. В 1963—1964 — доцент, заведующий курсом эволюционной биологии 2-го Московского медицинского института.
В 1964—1971 работал в Новосибирске: учёный секретарь по биологическим наукам Президиума СО АН СССР и, одновременно, старший научный сотрудник лаборатории генетики популяций Института цитологии и генетики СО АН СССР. В составе этой лаборатории Николай Николаевич организовал самостоятельную группу эволюции и кариосистематики животных, исполнял обязанности заведующего лабораторией. Организовал в Сибирском отделении издательства «Наука» выпуск четырёх томов «Проблемы эволюции» и двух томов «Териология». В Институте цитологии и генетики СО АН СССР под его редакцией были изданы материалы II Всесоюзного совещания по млекопитающим (Москва, 1969), которые, по существу, явились одним из первых в стране атласов по кариосистематике животных.
В Новосибирске объединил вокруг себя специалистов из разных областей биологии — зоологов, этологов (Е. Н. Панов), кариосистематиков, теоретиков-популяционистов, что послужило началом создания его научной школы в области популяционной и эволюционной биологии. В 1968—1970 читал курс лекций по теории эволюции на биологическом отделении факультета естественных наук Новосибирского государственного университета.
В этот же период с Н. В. Тимофеевым-Ресовским и А. В. Яблоковым написал учебник теории эволюции, выдержавший несколько изданий.
В 1971—1977 работал во Владивостоке: директор Биолого-почвенного института (БПИ) Дальневосточного научного центра (ДВНЦ) АН СССР (1971—1973), заведующий отделом эволюционной биологии и лаборатории эволюционной зоологии и генетики в этом институте. Из периферийного института прикладного профиля БПИ при нём превратился в полновесное академическое учреждение, проводящее фундаментальные исследования по основным проблемам биологического разнообразия суши Дальнего Востока, с сохранением прикладной тематики. С 1972 года член президиума Дальневосточного научного центра. Отказался вступать в КПСС, после чего был снят с поста директора института.
В тот же период (1972—1977) — одновременно профессор кафедры зоологии и заведующий специализацией «Генетика» Дальневосточного государственного университета.
С 1977 по 1989 год — старший научный сотрудник, затем ведущий научный сотрудник, с 1988 — главный научный сотрудник Института биологии развития им. Н. К. Кольцова. Одновременно в 1982—1986 — профессор Московского областного педагогического института им. Н. К. Крупской. Преподавал в Гарвардском (1992—1993) и Стенфордском университетах (США).
Инициировал организацию Джорджем Соросом фонда для поддержки учёных, изучающих биологическое разнообразие, и возглавил его.
В своей научной работе всегда тщательно прослеживал и анализировал новейшие научные изыскания, в частности, относящиеся к теории эволюции, строго придерживаясь материалистической концепции. В своей предпоследней работе («Развитие эволюционных идей в биологии», М., 1999) признал несостоятельность постулата Фридриха Энгельса о том, что «труд создал человека».
Похоронен на Троекуровском кладбище.

### Политическая деятельность
В 1950—1960-е годы был одним из учёных, выступавших в защиту классической генетики, с критикой деятельности академика Трофима Лысенко.
В 1989 — народный депутат СССР от научных обществ, член Комитета по науке Верховного совета СССР. Был инициатором и разработчиком законопроекта о восстановлении в гражданстве деятелей науки и культуры, насильственно высланных из СССР. Входил в состав Межрегиональной депутатской группы. В 1990—1993 — народный депутат России (от Кунцевского округа Москвы).
В 1989—1991 — председатель Государственного комитета СССР по охране природы (единственный министр союзного правительства, не входивший в состав КПСС). В 1991 — министр природопользования и охраны окружающей среды СССР. Разработал новую концепцию охраны природы на основании экономических очагов управления. Руководил публикацией официальных докладов о состоянии окружающей среды, в которых были впервые приведены засекреченные прежде материалы. За период его деятельности на посту главы природоохранного ведомства площадь заповедников увеличилась на 20 %. Активно выступил против испытаний ядерного оружия на Новой Земле в 1990, что сыграло важную роль в объявлении моратория на ядерные испытания.
Решительно выступил против ГКЧП в августе 1991, в том числе в ходе заседания правительства СССР. Коллегия Минприроды — единственного министерства СССР — официально не поддержала ГКЧП. 21 августа заявил о выходе своего министерства из состава Кабинета министров СССР, который поддержал ГКЧП.
В марте 1992 принимал участие в антиядерной экспедиции «Гринпис» в Океании, арестован французскими властями в районе атолла Муруроа, где расположен ядерный полигон, и депортирован военными моряками.
В 1994—1996 — депутат Государственной думы России (по списку движения «Выбор России»), заместитель председателя Комитета Государственной думы по образованию, культуре и науке, председатель подкомитет по науке. Являлся президентом Российского отделения Международной организации парламентариев за сбалансированную окружающую среду ГЛОБЕ-Россия. Был членом движения «Демократическая Россия», партии «Демократический выбор России».

## Награды и призы
За свои научные заслуги Н. Н. Воронцов получил многочисленные награды, в том числе Дарвиновскую медаль АН СССР (1959), почетный диплом Московского общества испытателей природы (МОИП, 1972), академическую медаль имени Е. Н. Павловского (1982) и премию имени А. Н. Северцова. В 1985 г. ему присудили первую премию МОИП, в 1986 — серебряную медаль ВДНХ, в 1987 — медаль АН СССР имени Н. И. Вавилова. В 1989 г. «за выдающиеся заслуги в охране природы, особенно животного мира». Воронцов был награждён международной экологической премией немецкого Общества Макса Планка. В 1990 г. авторскому коллективу, включающему Воронцова, присудили Государственную премию СССР за научные исследования в области териологии. В 1992 г. Российская академия медицинских наградила его медалью имени Н. В. Тимофеева-Ресовского, а Гарвардский университет — исследовательской премией-стипендией. Наконец, в 1995 г. Н.Н. получил весьма необычную для зоолога премию художественно-публицистического журнала «Знамя».

## Память

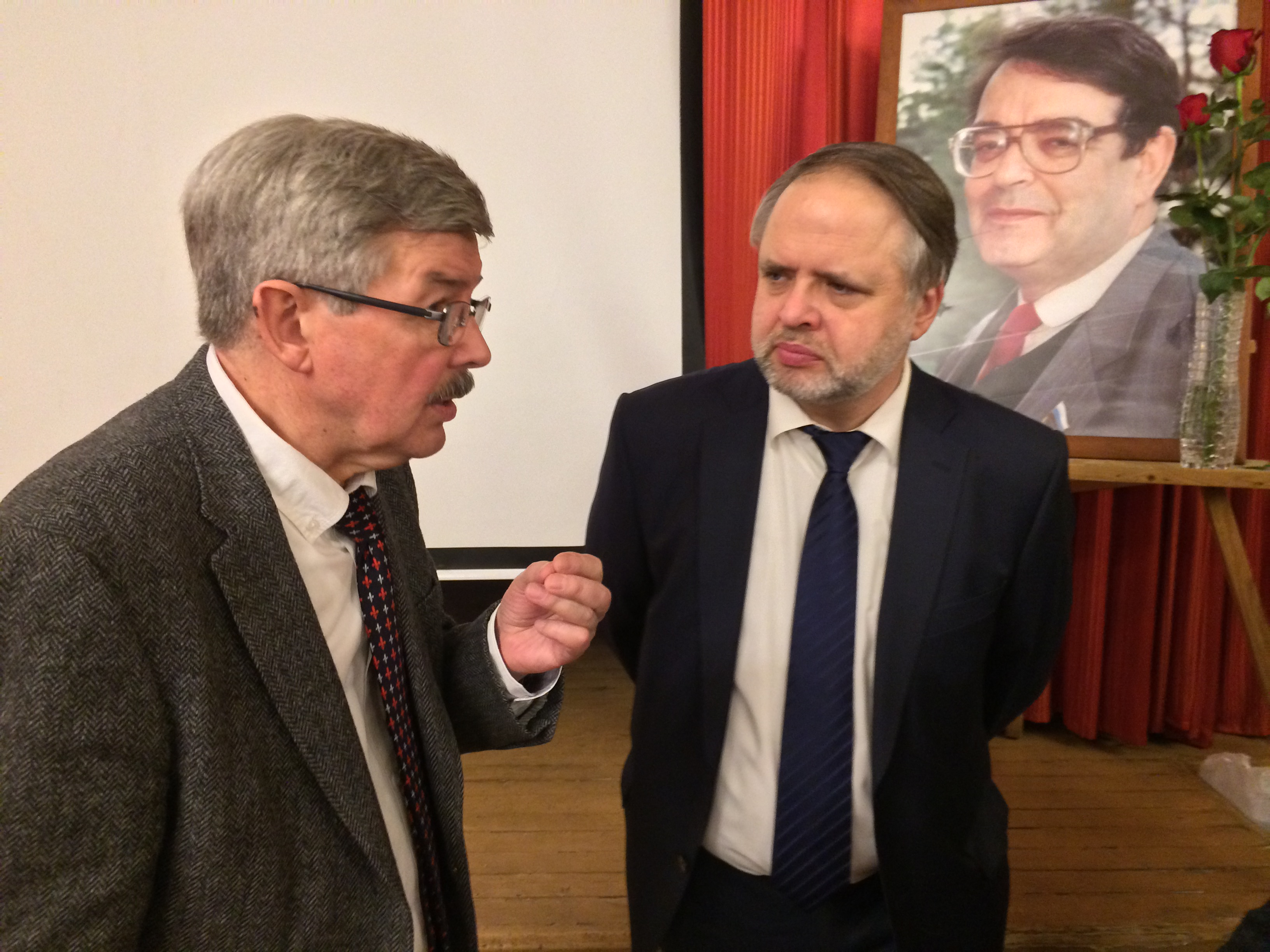
Директора ГИН РАН (М. А. Федонкин) и ИБР РАН (А. В. Васильев) на 16 Чтениях памяти Н. Н. Воронцова.

- С 2001 года Институт биологии развития имени Н. К. Кольцова РАН проводит выставки научных трудов и чтения памяти Н. Н. Воронцова.
- С 5 марта 2018 года ФГБУ «Земля леопарда» носит имя профессора Н. Н. Воронцова, который внёс большой вклад в создание заповедника[10].

## Семья
- В 1955 году женился на Елене Алексеевне Ляпуновой, дочери член-корреспондента АН СССР А. А. Ляпунова.
- Дочери Мария (1957) и Дарья (1971).